# Бузовлевы
Бузовлевы — русский дворянский род.
Чекпугай по прозванию Бузовль, приехал в 1402 году из Большой Орды к великому князю рязанскому Фёдору Олеговичу. Его сыновья Фёдор и Иван Бузовль упоминаются в 1427-1456  году. Афанасий и Василий Иванович Бузовлёвы в 1427-1456 годах жалованы великим рязанским князем Иваном Фёдоровичем вотчинным селом и бортною землёю в волости Острая Лука Рязанского княжества. В 1464 году великий рязанский князь Василий Иванович подтвердил их право на вотчину. Их потомки служили рязанским князьям до присоединения рязанского княжества к московскому в 1521 году. В 1547 году великий московский князь Иван IV Грозный подтвердил право Томе Зубову Бузовлёву и Миловану Григорьеву с сыном Русином на их вотчину - деревню Вострая Лука в Каменском стане Рязанского уезда, грамоты которые они и предъявили 02 сентября 1686 года при подаче документов для включения рода в Бархатную книгу с предоставленной родословной росписи.
Иван Иванович в 1649 и Павел Михайлович Бузовлев в 1691 году написаны «в списку» городовых дворян и вёрстаны поместным окладом.

## Описание герба
На щите, разделенном диагонально к левому верхнему углу на две части, в верхней части, в красном поле, изображен золотой крест. В нижней части, в голубом поле, серебряная луна, рогами обращенная вверх.
На щите дворянский коронованный шлем. Намёт на щите голубой, подложенный золотом. Герб помещён в VI ч. Гербовника, № 85.